# Acentria ephemerella
Acentria ephemerella ist ein Schmetterling (Nachtfalter) aus der Familie der Crambiden (Crambidae). Sie ist die einzige Art der Gattung Acentria.

## Merkmale

### Gattungsmerkmale
Ocellen sind nicht ausgebildet. Die sogenannten Ocellen, die von Bürgis 1992 bei einem Männchen beobachtet wurden, waren vermutlich Artefakte. Die Fühler der Männchen sind kurz bewimpert. Die Maxillarpalpen sind dreigliedrig, der Rüssel ist zurückgebildet. Die Labialpalpen bestehen aus zwei Segmenten und sind dicht beschuppt. Die Beine sind relativ kurz und haben die Spornformel 0-2-3. Es ist nur ein medialer Sporn auf den Hintertibien ausgebildet. Die Sporne sind sehr kurz und teilweise von Schuppen verdeckt. Auf den Vorderflügeln entspringt die Ader R2 frei an der Zelle, die Adern R3 und R4 sind lang gestielt. Die Ader CuP fehlt sowohl auf den Vorder- als auch auf den Hinterflügeln. Auf dem Hinterflügel ist die Ader M1 mit dem Stiel von Sc+R1+RS durch eine Querader verbunden. Das Frenulum besteht bei Männchen und Weibchen aus einer einzelnen Borste.
Bei den Weibchen gibt es eine Form mit zurückgebildeten Flügeln, die ausschließlich im Wasser lebt.
Das Praecinctorium ist durch eine abgerundete, sklerotisierte Platte ersetzt. Im Gegensatz zu allen anderen Vertretern der Acentropinae fehlt die Spinula des Tympanalorgans.
Die Männchen haben einen breiten Gnathos, der sich distal scharf krümmt und apikal einige sklerotisierte Zähne aufweist. Die Valven besitzen keine speziellen Merkmale, sie sind an der Basis deutlich breiter als am distalen Ende. Der Aedeagus ist sehr lang und grazil. Die Apophyses anteriores sind an der Basis deutlich lobusartig verbreitert. Ein Colliculum ist nicht ausgebildet. Das Corpus bursae ist nur sehr schwach sklerotisiert und besitzt keine Signa. Der Ductus seminalis bildet keinen Nebensack.

### Artmerkmale
Die Falter erreichen eine Flügelspannweite von 11 bis 18 Millimeter, wobei sich letztere Zahl auf die geflügelten Weibchen bezieht. Die Vorderflügel sind bei den Männchen und den geflügelten Weibchen weiß und haben eine leicht graubraune Tönung. Die Hinterflügel sind weiß. Bei den Weibchen sind die Fühler sehr kurz und grazil, bei den Männchen sind sie kräftiger und länger.
Bei den Männchen ist der Uncus kurz und stumpf. Der Gnathos ist an der Basis breit und hat eine scharfe Spitze. Die Valven sind kurz und an der Basis deutlich breiter als am distalen Ende. Sie besitzen keine speziellen Merkmale. Die Juxta ist lang und oval. Der Aedeagus ist sehr lang und grazil, er weitet sich distal.
Bei den Weibchen ist der Oviscapter sehr kurz und kräftig. Das Corpus bursae ist membranös und hat einen kleinen Nebensack. Ein deutlich ausgeprägter Ductus bursae ist nicht ausgeprägt.
Die Raupen haben keine Tracheenkiemen. Ausgewachsene Raupen sind nahezu transparent und haben eine grünliche Tönung, die vom Inhalt des Verdauungstraktes stammt. Kopf, Prothorakalschild und Brustbeine sind fahl bräunlich. Kurz vor der Verpuppung wechselt die Färbung zu einem gelblichen Weiß. Die Stigmen sind durch eine Membran verschlossen, die Raupen atmen durch die Haut. Die noppenartigen Bauchbeine sind mit länglich ovalen, geschlossenen oder außen und innen offenen, zweireihigen Hakenkränzen versehen. Der hervorstehende Kaudalrand der Bauchbeine besitzt stark vergrößerte Hakenkränze.
Die Puppe hat relativ kurze Beine. Sie ist ockergelb; man kann anhand ihrer Form die Geschlechter und Morphen unterscheiden. Der Rüssel ist sehr kurz. Die Flügel sind bei den Männchen stets voll entwickelt und reichen bis zum 5. Abdominalsegment. Bei den Puppen der Weibchen sind die Flügel deutlich kürzer und reichen bis zur Mitte des 4. Abdominalsegments. Aus ihnen schlüpfen Falter mit voll entwickelten Flügeln. Daneben existiert eine Form, bei der die Flügel nur das 3. Abdominalsegment bedecken. Aus diesen Puppen schlüpfen Weibchen mit zurückgebildeten Flügeln. Die Plastronstrukturen des letzten Raupenstadiums und der flügellosen Weibchen wurden 1987 von Messner et al. detailliert beschrieben.

## Verbreitung
Das europäische Verbreitungsgebiet von Acentria ephemerella reicht im Norden bis zu den Britischen Inseln (einschließlich Irland), bis in den Süden Norwegens, den Norden Schwedens und nach Finnland. Die südlichsten Nachweise stammen aus dem Süden Portugals und von Korsika. Im Südosten kommt die Art in den türkischen Provinzen Konya (bei Akşehir) und Ankara vor. In Griechenland wurde die Art 1997 von Fiebiger bei Amindeon nachgewiesen. Außerdem kommt die Art in Nordamerika in Kanada (Ontario, Québec) und den USA (Massachusetts, New York, Wisconsin) vor. Es wird vermutet, dass die Art in die Nearktis eingeschleppt wurde. Zudem besteht die Möglichkeit, dass die Art in ähnlichen Habitaten in Sibirien beheimatet ist, da sie durch ihr ungewöhnliches Verhalten am Licht sehr häufig übersehen wird (siehe Abschnitt Biologie).

## Biologie

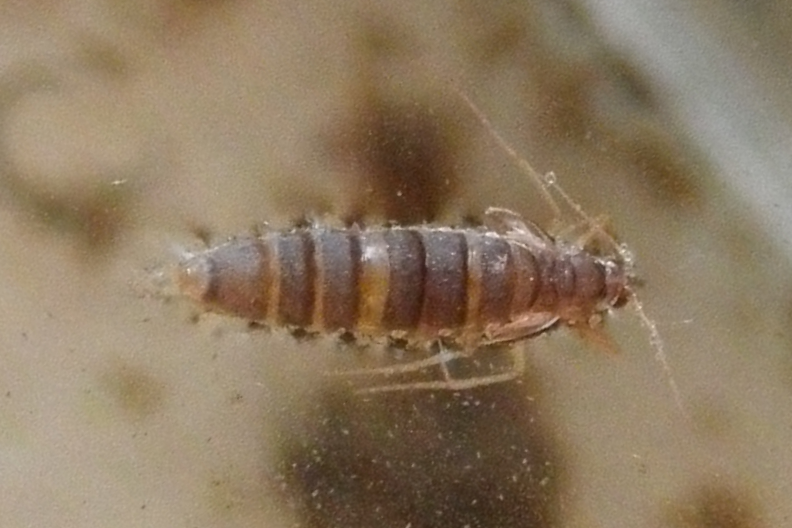
Flügelloses Weibchen

Die männlichen Falter ruhen tagsüber in Gewässernähe. Sie sind hydrophob und werden vom Wasser nicht benetzt. Sie sind nachtaktiv und schwirren ruhelos über der Wasseroberfläche. Die Weibchen mit zurückgebildeten Flügeln kommen zur Kopulation an die Wasseroberfläche und locken die Männchen an. Das Weibchen ergreift das Männchen und zieht es ins Wasser. Die Weibchen legen 115 bis 250 Eier. Diese sind grünlich und oval, an einem Ende etwas breiter und haben einen schwach angedeuteten Einschnitt in der Mitte. Wenn der Platz für die Eiablage begrenzt ist, werden die Eier entweder in mehreren Schichten auf breiten Blättern oder in Reihen auf schmalen Blättern abgelegt. Unbefruchtete Eier platziert das Weibchen auf seinem Körper.
Das Eistadium dauert 12 bis 31 Tage. Nur sehr junge Raupen minieren gelegentlich in Stängeln oder Blättern, eine geringe Anzahl von Raupen frisst schutzlos auf den Wirtspflanzen. Ältere Raupen falten die Blattränder so zusammen, dass diese sich berühren oder sie fertigen Gehäuse an. Die Raupen überwintern in den Stängeln der Wirtspflanzen. Dazu zählen unter anderem Kamm-Laichkraut (Potamogeton pectinatus), Durchwachsenes Laichkraut (Potamogeton perfoliatus), Krauses Laichkraut (Potamogeton crispus), Spiegelndes Laichkraut (Potamogeton lucens), Faden-Laichkraut (Potamogeton filiformis), Raues Hornblatt (Ceratophyllum demersum), Tausendblatt (Myriophyllum), Wassernuss (Trapa natans), Wasserpest (Elodea), Wasser-Knöterich (Polygonum amphibium), Froschbiss (Hydrocharis morsus-ranae), Gras-Laichkraut (Potamogeton gramineus), Sumpf-Teichfaden (Zannichellia palustris), Seegräser (Zostera) und Großes Nixenkraut (Najas marina). Acentria ephemerella kommt in einigen dänischen Fjorden häufig vor. Der Salzgehalt beträgt dabei bis zu zwei Prozent, die Wirtspflanze ist unter diesen Bedingungen Zostera maritima. An den Seegrasblättern wurden bis zu 300 Raupen gefunden.
Im letzten Raupenstadium sind die Abdominalsegmente 2 bis 6 stark verdickt und die Bereiche um die Stigmen sind durch die anhaftende Luft scheinbar silbrig weiß. Der verdickte Teil drückt dabei an den Kokon, den die Raupe vor der Verpuppung spinnt, sodass dieser bei seiner Fertigstellung vollständig mit Luft gefüllt ist. Die Tracheen der Puppe sind über drei Paare abstehender Stigmen mit dem luftgefüllten Kokon verbunden. Zusätzlich besteht ein direkter Kontakt zwischen der Kokonoberfläche und dem Aerenchym der Wirtspflanze, da die erwachsenen Raupen vor der Verpuppung den Stängel benagen. Die flügellosen Weibchen sind auf der Unterseite des Abdomens silbrig weiß mit Luft umhüllt.
Zur Verpuppung wird das Gehäuse mit der längeren Seite an einem Stiel befestigt. 
Die Imagines sind kaum gegen Austrocknung geschützt, vor allem geflügelte Weibchen können am Licht daher nur bei hoher Luftfeuchtigkeit – beispielsweise nach einem Gewitter – beobachtet werden. Gelegentlich tritt die Art in großer Anzahl am Licht in Erscheinung. Die Falter zeigen dabei ein ungewöhnliches Verhalten, indem sie ohne Pause in Bodennähe herumschwirren, bis sie sterben. Die Falter fliegen ohne Unterbrechung von Mai bis September, nach anderer Quelle fliegen die ersten Falter bereits Mitte April.
Nach Ritsema 1878 parasitiert eine kleine Schlupfwespenart in den Puppen. Diese spinnt innerhalb der Puppe einen Kokon.

## Systematik
Für die Gattung Acentria  sind folgende Synonyme bekannt:
- Zancle  Stephens, 1833
- Acentropus  Curtis, 1834

Für Acentria ephemerella sind folgende Synonyme bekannt:
- Tinea ephemerella [Denis & Schiffermüller], 1775
- Phryganea nivea Olivier, 1791
- Bombyx phryganea Hübner, 1809b
- Bombyx sembris Hübner, 1809
- Setina ephemera Hübner, 1819
- Acentria nivosa Stephens, 1829
- Zancle hansoni Stephens, 1833 Nomen nudum
- Acentropus garnonsii Curtis, 1834
- Acentropus newae Kolenati, 1858
- Acentropus latipennis Möschler, 1860
- Acentropus neuae obscurus Tengström, 1869
- Acentropus badensis Nolcken, 1869
- Acentropus germanicus Nolcken, 1869

## Belege
1. 1 2 3 4 5 6 7 8 9 10 11 12 13 14 15  Barry Goater, Matthias Nuss, Wolfgang Speidel: Pyraloidea I (Crambidae, Acentropinae, Evergestinae, Heliothelinae, Schoenobiinae, Scopariinae). In: P. Huemer, O. Karsholt, L. Lyneborg (Hrsg.): Microlepidoptera of Europe. 1. Auflage. Band 4. Apollo Books, Stenstrup 2005, ISBN 87-88757-33-1, S. 51 (englisch).
2. ↑  Messner, B.; Groth, I.; Messner, U. (1987): Die Plastronstrukturen der Larve, der Puppe und des submers lebenden Weibchens von Acentria nivea (Olivier, 1791) (Lepidoptera, Pyralidae). Zool. Jb. Anat. 115: S. 163–180.
3. ↑  Karl Traugott Schütze: Die Biologie der Kleinschmetterlinge unter besonderer Berücksichtigung ihrer Nährpflanzen und Erscheinungszeiten. Handbuch der Microlepidopteren. Raupenkalender geordnet nach der Illustrierten deutschen Flora von H. Wagner. Verlag des Internationalen Entomologischen Vereins e. V., Frankfurt am Main 1931, S. 93
4. 1 2  Acentria ephemerella bei Fauna Europaea. Abgerufen am 20. Oktober 2012